# 八東站
八東站（日语：／ Hattō eki */?）是位於鳥取縣八頭郡八頭町才代字中Sogame，若櫻鐵道若櫻線的車站。

## 歷史
- 1930年（昭和5年）12月1日 - 日本國有鐵道若櫻線隼站至若櫻站之間開通，此站啟用。當時為旅客、貨運車站。
  - 當時車站地址為鳥取縣八頭郡八東村才代字中Sogame。
- 1956年（昭和31年）3月15日 - 隨著八頭村成立，車站地址變為鳥取縣八頭郡八頭村才代字中Sogame。
- 1959年（昭和34年）5月15日 - 隨著八東町成立，車站地址變為鳥取縣八頭郡八東町才代字中Sogame。
- 1974年（昭和49年）10月1日 - 結束貨運業務。
- 1987年（昭和62年）
  - 4月1日 - 伴隨國鐵分割民營化，車站由西日本旅客鐵道（JR西日本）營運。
  - 10月14日 - 若櫻線由若櫻鐵道繼承[1]。
- 2005年（平成17年）3月31日 - 隨著八頭町成立，車站地址變為鳥取縣八頭郡八頭町才代字中Sogame。
- 2008年（平成20年）7月23日 - 登錄成為有形文化財。
- 2020年（令和2年）3月14日 - 月台擴展至2面2線[2]。

## 車站構造
車站是一座地面車站，設有2面2線的相對式月台。在月台側斜坡下設有木製車站大樓。車站大樓位於1號月台南邊，1號月台對面為2號月台。在1號月台上設有木製候車室。兩月台之間設有站內平交道。
在2020年（令和2年）3月14日時間表修正後，站內增設列車交會設備（成為2面2線的月台）。
曾經車站大樓的事務室部分為山岡電機的八東工場。現時此站是簡易委託車站，委托了該公司販賣車票。在2015年（平成27年）7月，山岡電機撤退後變成空房，後來於事務室內開設咖啡店，店名為。在咖啡店結業後，在2017年（平成29年）4月起，委托了當地居民負責販賣車票與管理車站大樓，事務室變成管理人室。另外車站大樓東邊設有男女分開的濕廁。
車站大樓和1號月台在1930年（昭和5年）建成。在2008年（平成20年）登錄為國家登錄有形文化財。另外，從2011年（平成23年）起於站內停泊了一架WaFu35000形棚車（守車）（WaFu35597）。該車輛由若櫻線SL遺產保存會由於區域活化而購入，在遷入至此站前停泊在宇都宮貨物總站。在購入車輛同時，把已經被被埋在土裡的貨運月台遺址再次重現，同時再次敷設路軌。

### 月台
| 月台 | 路線    | 上下行 | 方向           |
| ---- | ------- | ------ | -------------- |
| 1    | ■若櫻線 | 上行   | 鳥取、郡家方向 |
| 2    | ■若櫻線 | 下行   | 若櫻方向       |

## 使用狀況
以下為近年一日平均上下車人次列表：
| 上下車人次變化 | 上下車人次變化 |
| 年度           | 1日平均人次    |
| -------------- | -------------- |
| 2011年         | 103            |
| 2012年         | 81             |
| 2013年         | 93             |
| 2014年         | 70             |
| 2015年         | 71             |
| 2016年         | 70             |
| 2017年         | 66             |
| 2018年         | 60             |

## 車站周邊
- TOSC（日语：トスク (鳥取県)） 八東店（已結業）
- 八東郵局
- 八頭町立八東小學（日语：八頭町立八東小学校）
- 八東川（日语：八東川）
- 國道29號（日语：国道29号）
- 國道482號（日语：国道482号）
- 鳥取縣道153號才代船岡線（日语：鳥取県道153号才代船岡線）
- 鳥取縣道175號八東停車場線（日语：鳥取県道175号八東停車場線）
- 鳥取縣道6號津山智頭八東線（日语：岡山県道・鳥取県道6号津山智頭八東線）

## 相鄰車站
若櫻鐵道
若櫻線
安部－八東－德丸

## 注腳
1. ↑  . NHK新聞 (NHK全球媒體服務). 1987-10-14.
2. 1 2  行き違い施設運用開始　八東駅、ダイヤ改正し増便 （页面存档备份，存于）（日語）
3. ↑  『広報やず』2020年2月号 No.179PDF
4. ↑  鳥取）文化財の木造駅舎・八東駅のカフェ人気 （页面存档备份，存于）（朝日新聞2015年8月21日）
5. ↑  わかてつ便り6号PDF
6. ↑  昭和初期の貨車里帰り　若桜鉄道八東駅に展示へ　鳥取 （页面存档备份，存于）（日語）（朝日新聞2011年9月19日）
7. ↑  国土数値情報　駅別乗降客数データ  （页面存档备份，存于）（日語） - 國土交通省，2021年3月10日參閲

## 外部連結
- 沿線各站情報 - 若櫻鐵道株式會社 （页面存档备份，存于）（日語）
- 國土地理院地圖參閱服務 （页面存档备份，存于） - 八東站周邊1/25000地形圖（圖名：因幡郡家） （页面存档备份，存于）（日語）